# 大曲菌素
大曲菌素是一种存在于巨人柱及相关仙人掌物种的四氢异喹啉生物碱，于1967年发现。大曲菌素存在于许多含有麦司卡林的仙人掌物种中，但目前不确定大曲菌素是否与这些仙人掌物种的精神活性有关。

## 延伸阅读
- Brown, S. D.; Hodgkins, J. E.; Massingill, J. L.; Reinecke, M. G. . The Journal of Organic Chemistry. 1972, 37 (11): 1825–1828. ISSN 0022-3263. doi:10.1021/jo00976a034.